# ران گلس
رن گلس (انگلیسی: Ron Glass؛ زادهٔ ۱۰ ژوئیهٔ ۱۹۴۵ – درگذشتهٔ ۲۵ نوامبر ۲۰۱۶) هنرپیشه اهل ایالات متحده آمریکا بود. وی از سال ۱۹۷۲ میلادی تا پایان عمر مشغول فعالیت بود. از فیلم‌های او می‌توان به بازی در فیلم لیک‌ویو تراس و این مهمونی منه اشاره کرد.